# Mato Mlađenović
Mato Mlađenović (* 8. Januar 1978 in Sisak, SFR Jugoslawien) ist ein ehemaliger kroatischer Eishockeyspieler, der seine gesamte beim KHL Medveščak Zagreb unter Vertrag stand. In seiner letzten Spielzeit spielte er für das Team Zagreb, die gemeinsame Slohokej-Liga-Mannschaft der Zagreber Spitzenklubs.

## Karriere
Mato Mlađenović begann seine Karriere als Eishockeyspieler beim KHL Medveščak Zagreb, für den er in der Saison 1995/96 sein Debüt in der kroatischen Eishockeyliga gab und bei dem er seither durchgehend unter Vertrag steht. Parallel spielte der Flügelspieler von 2000 bis 2007 in der multinationalen Interliga. Mit seinem Verein gewann er bisher zwölf Mal den kroatischen Meistertitel. Zudem war er 2002 und 2008 jeweils der Topscorer der kroatischen Eishockeyliga. Seit 2007 steht der Rechtsschütze für Medveščak parallel in der Slowenischen Eishockeyliga auf dem Eis. Nachdem das Team aus Zagreb zur Saison 2009/10 in die Österreichische Eishockey-Liga aufgenommen worden war, bestritt er jedoch nur zwei Spiele für Medveščaks erste Mannschaft in der Erste Bank Eishockey Liga, sowie zwei für deren zweite Mannschaft in der Slohokej Liga.
In der Saison 2010/11 lief Mlađenović für das Team Zagreb, das neue Kooperationsprojekt der Zagreber Spitzenvereine, in der Slohokej Liga auf und erzielte dabei je zwei Tore und zwei Vorlagen in fünf Spielen. Anschließend beendete er seine aktive Spielerlaufbahn.

### International
Für Kroatien nahm Mlađenović im Juniorenbereich an den U18-Junioren-C-Europameisterschaften 1994, 1995, als er zum besten Stürmer des Turniers gewählt wurde, und 1996 sowie der U20-Junioren-C2-Weltmeisterschaft 1995 und der U20-Junioren-C-Weltmeisterschaft 1997 teil. Im Seniorenbereich stand er im Aufgebot seines Landes bei der D-Weltmeisterschaft 1997 und den C-Weltmeisterschaften 1999 und 2000. Nach der Umstellung auf das heutige Divisionensystem spielte er 2004, 2005 und 2007 in der Division II sowie 2001, 2002, 2003, 2006, 2008 und 2009 in der Division I. Zudem spielte er für Kroatien bei der Qualifikation zu den Olympischen Winterspielen 2006 in Turin.

## Erfolge und Auszeichnungen
| - 1997 Kroatischer Meister mit KHL Medveščak Zagreb - 1998 Kroatischer Meister mit KHL Medveščak Zagreb - 1999 Kroatischer Meister mit KHL Medveščak Zagreb - 2000 Kroatischer Meister mit KHL Medveščak Zagreb - 2001 Kroatischer Meister mit KHL Medveščak Zagreb - 2002 Kroatischer Meister mit KHL Medveščak Zagreb - 2002 Topscorder der kroatischen Eishockeyliga | - 2003 Kroatischer Meister mit KHL Medveščak Zagreb - 2004 Kroatischer Meister mit KHL Medveščak Zagreb - 2005 Kroatischer Meister mit KHL Medveščak Zagreb - 2006 Kroatischer Meister mit KHL Medveščak Zagreb - 2007 Kroatischer Meister mit KHL Medveščak Zagreb - 2008 Topscorer der kroatischen Eishockeyliga - 2009 Kroatischer Meister mit KHL Medveščak Zagreb |

### International
- 1995 Bester Stürmer bei der U18-C2-Europameisterschaft
- 1997 Aufstieg in die C-Weltmeisterschaft bei der D-Weltmeisterschaft
- 2000 Aufstieg in die B-Weltmeisterschaft bei der C-Weltmeisterschaft
- 2005 Aufstieg in die Division I bei der Weltmeisterschaft der Division II, Gruppe A
- 2007 Aufstieg in die Division I bei der Weltmeisterschaft der Division II, Gruppe A

## Statistik
(Stand: Ende der Saison 2010/11)